# Atletiek op de Paralympische Zomerspelen 2024 - Discuswerpen mannen F37
Het Discuswerpen voor mannen klasse F37 op de Paralympische Zomerspelen 2024 vond plaats op 6 september in het Stade de France. Deze klasse is voor atleten met cerebrale parese, deze atleten hebben bewegings- en coördinatieproblemen aan één lichaamshelft. Ze kunnen goed bewegen aan hun dominante kant van hun lichaam. De winnaar in Tokio was Haider Ali uit Pakistan, die in 2024 werd opgevolgd door Tolibboy Yuldashev uit Oezbekistan, Jesse Zesseu uit Canada behaalde het zilver en Haider Ali won de bronzen medaille.

## Records
Voorafgaand aan het toernooi waren dit het wereldrecord en het Paralympisch record.
| Wereldrecord        | Oezbekistan Khusniddin Norbekov | 59.75 | Brazil Rio de Janeiro | 8 september 2016 |
| Paralympisch record | Oezbekistan Khusniddin Norbekov | 59.75 | Brazil Rio de Janeiro | 8 september 2016 |

## Uitslag
| Rang   | Atleet                       | Atleet | #1    | #2    | #3    | #4    | #5    | #6    | Resultaat | Bijz. |
| ------ | ---------------------------- | ------ | ----- | ----- | ----- | ----- | ----- | ----- | --------- | ----- |
| Goud   | Tolibboy Yuldashev           | UZB    | 48.97 | X     | 50.89 | 53.48 | 56.03 | 57.28 | 57.28     | PB    |
| Zilver | Jesse Zesseu                 | CAN    | 51.40 | 51.26 | 52.81 | X     | X     | 53.24 | 53.24     |       |
| Brons  | Haider Ali                   | PAK    | 52.28 | X     | X     | X     | X     | 52.54 | 52.54     | SB    |
| 4      | Yamato Shimbo                | JPN    | 51.37 | X     | X     | 49.21 | X     | X     | 51.37     |       |
| 5      | Edwars Alexander Varela Meza | VEN    | 47.70 | 46.04 | 49.80 | 50.89 | X     | 47.12 | 50.89     |       |
| 6      | Luis Carlos López Valenzuela | MEX    | 45.79 | X     | 48.01 | X     | 50.31 | 48.38 | 50.31     | PB    |
| 7      | Mykola Zhabnyak              | UKR    | 38.20 | 44.95 | 49.25 | X     | 46.24 | 47.58 | 49.25     | SB    |
| 8      | Guy Henly                    | AUS    | 47.88 | X     | 48.58 | X     | X     | 44.91 | 48.58     |       |
| 9      | Kudratillokhon Marufkhujaev  | UZB    | X     | X     | 46.79 |       |       |       | 46.79     |       |
| 10     | Donatas Dundzys              | LTU    | 40.41 | 42.72 | 44.45 |       |       |       | 44.45     | SB    |